# 116. pr. Kr.
◄ | 3. stoljeće pr. Kr. | 2. stoljeće pr. Kr. | 1. stoljeće pr. Kr. | ►
◄ | 140-ih pr. Kr. | 130-ih pr. Kr. | 120-ih pr. Kr. | 110-ih pr. Kr. | 100-ih pr. Kr. | 90-ih pr. Kr. | 80-ih pr. Kr. | ►
◄◄ | ◄ | 119. pr. Kr. | 118. pr. Kr. | 117. pr. Kr. | 116 pr. Kr. | 115. pr. Kr. | 114. pr. Kr. | 113. pr. Kr. | ► | ►►
Astronomija
116. godina prije Krista bila je godina predjulijanskog rimskog kalendara. U to je vrijeme bila poznata kao Godina konzulata Gete i Eburnusa (ili, rjeđe, godine 638 Ab urbe condita). Oznaka 116 pne za ovu godinu koristila se od rano-srednjovjekovnog razdoblja, kada je kalendarsko doba Anno Domini postalo prevladavajuća metoda u Europi za imenovanje godina.

## Događaji
- 26. lipnja - Smrću Ptolomeja VIII Physcona, Kleopatra III. izabrala je svog mlađeg sina Ptolomeja X Aleksandra za su-regenta, ali Aleksandrijci su je prisilili da Ptolomeja IX dovede s Cipra, čiji je on guverner.
- Ptolomej IX Filometor Soter II Lathyros postaje egipatski kralj i polaže pravo na prijestolje.

## Rođenja
- Marko Terencije Varon, rimski polihistor

## Smrti
- 26. lipnja – Ptolemej VIII Physcon, kralj (faraon) Egipta
- Kleopatra II., kraljica Egipta
- Zhang Tang, Kineski dužnosnik i političar